# Ondřej Polívka
Ondřej Polívka (ur. 17 marca 1988 w Pradze) – czeski pięcioboista nowoczesny, czterokrotny medalista mistrzostw świata, pięciokrotny medalista mistrzostw Europy.
Najważniejszym osiągnięciem zawodnika jest mistrzostwo indywidualnie i srebrny medal drużynowo podczas mistrzostw Europy w Lipsku w 2009 roku oraz brąz mistrzostw świata w sztafetach dwa lata wcześniej.